# Melocactus brederooianus
Melocactus brederooianus är en kaktusväxtart som beskrevs av Albert Frederik Hendrik Buining. Melocactus brederooianus ingår i släktet Melocactus och familjen kaktusväxter. Inga underarter finns listade i Catalogue of Life.